# Steyermarkochloa angustifolia
Steyermarkochloa angustifolia är en gräsart som först beskrevs av Spreng., och fick sitt nu gällande namn av Emmet J. Judziewicz. Steyermarkochloa angustifolia ingår i släktet Steyermarkochloa och familjen gräs. Inga underarter finns listade i Catalogue of Life.